# یواس‌اس ساپلی (۱۸۷۳)
یواس‌اس ساپلی (۱۸۷۳) (به انگلیسی: USS Supply (1873)) یک کشتی بود که طول آن 355 ft 8 in بود. این کشتی در سال ۱۸۷۲ ساخته شد.